# منتخب سلطنة عمان تحت 17 سنة لكرة القدم
منتخب سلطنة عمان تحت 17 سنة لكرة القدم هو ممثل سلطنة عمان الرسمي في المنافسات الدولية في كرة القدم في فئة كرة قدم تحت 17 سنة للرجال، يديريه اتحاد عمان لكرة القدم.